# Barawaja Hlinka
Barawaja Hlinka (biał. Баравая Глінка; ros. Боровая Глинка, Borowaja Glinka, pol. hist. Borowa Hlinka) – wieś na Białorusi, w obwodzie homelskim, w rejonie kormańskim, w sielsowiecie Licwinawiczy.

## Historia
W XIX i w początkach XX w. położona była w Rosji, w guberni mohylewskiej, w powiecie bychowskim, w gminie Bycz. Następnie w granicach Związku Sowieckiego. Od 1991 w niepodległej Białorusi.